# 大川市消防本部
大川市消防本部（おおかわししょうぼうほんぶ）は、かつて存在した福岡県大川市の消防部局（消防本部）。管轄区域は大川市全域。2019年3月31日をもって廃止され、現在は久留米広域消防本部大川消防署として設置されている。

## 概要
出典による。
- 消防本部：大川市大字郷原483番地5
- 管内面積：33.62km2
- 消防署1カ所
- 配置車両
  - 消防ポンプ車:1
  - 水槽付消防ポンプ車:1
  - 化学消防ポンプ自動車:1
  - 救助工作車:1
  - 高規格救急車:3(予備:1)
  - 広報査察車:1
  - 消防活動用軽トラック:1

筑後地域消防通信指令事務協議会に参加し、指令業務は久留米市にある筑後地域消防指令センターより受けるほか、近隣市町村への応援出動を行っていた。

## 沿革
出典による。
- 1931年（昭和6年）7月 - 旧大川町に消防車配置。
- 1954年（昭和29年）4月-合併により大川市誕生。（大川町、三又村、木室村、田口村、川口村、大野島村）
- 1963年（昭和38年）
  - 7月 - 大川市消防本部設置。
- 1965年（昭和40年）4月 - 大川市消防署設置
- 2016年（平成28年）4月 - 筑後地域消防指令センター稼働に際し、通信指令業務を同センターに移管。
- 2019年（平成31年）4月1日 - 久留米広域消防本部と統合[1]。

## 組織
- 本部－総務課、警防課、
- 消防署ー第1・第2中隊

## 消防署
| 消防署       | 住所             |
| ------------ | ---------------- |
| 大川市消防署 | 大字郷原483番地5 |